# 이치무라 마사치카
이치무라 마사치카(市村正親)는 일본의 배우 겸 성우이다. 사이타마 현의 가와고에시에서 태어났으며 뮤츠의 성우로도 알려져 있다.

## 출연 작품

### 영화
- 13인의 자객 (2010년) - 기토 한베이 역